# Buzsánok
A buzsánok (ukránul: бужани, ószláv nyelven  Бужа̑не) keleti szláv törzs volt. A mai Ukrajna nyugati részén, a Nyugati-Bug medencéjében, az ott található erdős sztyepp vidéken éltek a 6–11. század között. A 9–10. század folyamán beolvadtak a Kijevi Ruszba és elvesztették eredeti törzsi identitásukat, majd a 14–15. században kialakuló ukrán etnikum részévé váltak. A törzs nevét a Bug folyóról kapta, azaz a buzsánok a Bug mentén lakók. Párhuzamosan a volinyánok elnevezést is használták rájuk.
A buzsánok említése kora középkori krónikákban megtalálható. A későbbi időszakból azonban már nem található írásos említésük. Az ismeretlen szerző által, valószínűleg a 9. században keletkezett Geographus Bavarus  említést tesz a buzsánokról, akik a szállásterületükön mintegy 230 megerősített településsel rendelkeztek.
A buzsánok központi települése Buszk (akkori nevén Buzseszk, vagy Bouzseszk) volt. További jelentős településeik voltak Belz és Buzsics (a mai Kulikiv).
Létezik alternatív, kevéssé elfogadott magyarázat is a buzsánok elnevezésére. E szerint a törzs az antok 4. században élt vezéréról, Bozsról kapta a nevét.